# Saint-Julien, Côtes-d'Armor
Saint-Julien är en kommun i departementet Côtes-d'Armor i regionen Bretagne i nordvästra Frankrike. Kommunen ligger i kantonen Ploufragan som tillhör arrondissementet Saint-Brieuc. År 2022 hade Saint-Julien 2 072 invånare.

## Befolkningsutveckling
Antalet invånare i kommunen Saint-Julien
Referens:INSEE